# Jack Masquelier
Jack Masquelier (* 14. April 1922; † 24. Februar 2009) war ein französischer Mediziner und Mikrobiologe. Im Jahre 1948 entdeckte und isolierte er, während einer Studie zur Verfütterbarkeit von Erdnusshäutchen, die oligomeren Proanthocyanidine.

## Biografie
Masquelier promovierte 1948 und isolierte im selben Jahr erstmals OPCs aus Erdnusshäutchen. Später gelang ihm die Extraktion dieser sekundären Pflanzenstoffe auch aus der Rinde der französischen Seekiefer (Pinus maritima) und aus Traubenkernen. Seine Forschungsergebnisse führten zur Entwicklung von pflanzlichen Arzneimitteln auf Basis von Kieferrindenextrakt, die ab den 1960er Jahren in Frankreich unter dem Namen Flavan® vermarktet wurden. Masquelier wies auf zahlreiche positive Wirkungen der von ihm entwickelten Extrakte hin, insbesondere auf deren antioxidative Eigenschaften und die Schutzfunktion für das Gefäßsystem.
Jack Masquelier war Professor und bekleidete verschiedene akademische Leitungsfunktionen. Er widmete sich über vier Jahrzehnte der Erforschung und Entwicklung von OPCs und deren gesundheitlichen Vorteilen. Seine Arbeit hat die Entwicklung von Nahrungsergänzungsmitteln und pflanzlichen Arzneimitteln maßgeblich beeinflusst.
1985 konnte er nachweisen, dass OPCs freie Radikale neutralisieren und somit einen Beitrag zur Prävention altersbedingter und degenerativer Erkrankungen leisten.
Jack Masquelier verstarb am 24. Februar 2009 im Alter von 86 Jahren.